# Batalla junto al río Tisza
La batalla junto al río Tisza (en húngaro: Tisza melletti csata) sucedió en 1060 cuando el príncipe Bela entró en territorio húngaro con tropas polacas para arrebatarle la corona a su hermano Andrés I. 

## Antecedentes del conflicto
En 1059 el rey Andrés I de Hungría llamó a la ciudad de Várkony a su hermano Bela, donde le hizo reconocer al muy joven príncipe Salomón como heredero al trono. Bela accedió de momento, pero considerando que Salomón a tan temprana edad era incapaz de gobernar, al año siguiente regresó con tropas polacas para tomar el poder.

## La batalla
Durante su infancia y juventud Bela había vivido en el exilio con sus hermanos al morir San Esteban I de Hungría y estaba casado con Riquilda, hija del príncipe polaco Miecislao II. Sería por esto que recibió todo su apoyo militar, y en 1060, el ejército húngaro de Andrés I enfrentó a los polacos de Bela en la orilla oriental del río Tisza. La derrota fue inmediata.

## Consecuencias de la batalla
Andrés I se vio forzado a huir hacia Moson junto con una escolta, pero se le dio alcance y allí perdió la vida. Tras la muerte de su hermano, Bela fue coronado como Bela I de Hungría, y su sobrino Salomón de Hungría tuvo que huir al Sacro Imperio Romano Germánico buscando asilo.